# Качалин, Кирилл Иванович
Кирилл Иванович Качалин (1904, дер. Стрельниково-Картавцево, Орловский уезд, Орловская губерния — ?) — советский партийный и государственный деятель, первый секретарь Иркутского областного комитета ВКП(б) (1939—1944).

## Биография
Член ВКП(б) с 1928 г.
Образование неокоченное высшее: Ивановская Промышленная Академия (1935—1938).
В 1929 г. был назначен заместителем директора фабрики имени М. В. Фрунзе в Москве, в 1932—1934 гг. — заместитель директора 2-й прядильной фабрики (Ликино, Московская область).
- 1934—1935 гг. — директор Ореховского хлопчатобумажного треста (Московская область),
- 1938 г. — первый секретарь Южского районного комитета ВКП(б) (Ивановская область),
- 1938 г. — третий секретарь Ивановского областного комитета ВКП(б)
- 1938—1939 гг. — ответственный организатор отдела руководящих партийных органов ЦК ВКП(б),
- 1939—1944 гг. — первый секретарь Иркутского областного комитета ВКП(б),
- 1944—1946 гг. — первый секретарь Красногвардейского районного комитета ВКП(б) г. Краснодара,
- 1946—1950 гг. — заместитель секретаря по промышленности, заместитель заведующего промышленным отделом Томского областного комитета ВКП(б),
- август-декабрь 1950 г. — председатель правления промысловой кооперации Тамбовской области.

Кандидат в члены ЦК ВКП(б) (1939—1947). Избирался депутатом Верховного Совета СССР 1-го созыва.

## Награды
Награждён орденом Трудового Красного Знамени.